# Placida Schofs
Placida Schofs SSpS (* 1. Juli 1884 als Elisabeth Schofs in St. Tönis; † 15. März 1945 in Santo Tomas (Batangas), Philippinen) war eine deutsche Steyler Missionsschwester und Märtyrin.

## Leben
Elisabeth Schofs, Kind eines Fabrikarbeiters, wurde nach dem Tod der Eltern von den Clemensschwestern aufgezogen. Nach der Schulzeit arbeitete sie als Dienstmädchen in Krefeld. Sie trat am 27. Mai 1905 im Alter von 20 Jahren in Steyl in das Mutterhaus der Steyler Missionsschwestern ein und begann am 8. Dezember 1905 das Noviziat unter dem Ordensnamen Placida (nach lateinisch placidus „sanft, friedlich“). Am 26. Mai 1907 legte sie ihre Zeitlichen Gelübde ab. Sie reiste am 17. Mai 1908 in die Japan-Mission und am 19. Februar 1914 in die Philippinen-Mission, legte dort am 30. Mai 1915 ihre Ewigen Gelübde ab und wirkte im Haushalt. Im Zuge der Rückeroberung der von den Japanern besetzten Philippinen wurde sie am 15. März 1945 südlich Manila in Santo Tomas, wohin man sich schutzsuchend zurückgezogen hatte, zusammen mit 14 Mitschwestern Opfer eines amerikanischen Bombenangriffs.

## Gedenken
Die Römisch-katholische Kirche in Deutschland hat Schwester Placida Schofs als Märtyrin in das deutsche Martyrologium des 20. Jahrhunderts aufgenommen.